# 1915 في إسبانيا
فيما يلي قوائم الأحداث التي وقعت خلال عام 1915 في إسبانيا.

## سياسة

### تعيين في المنصب
- 9 ديسمبر – ألفارو دي فيجويرا وتورس President of the Council of Ministers ‏.

## كتب
من الكتب التي صدرت هذه السنة في إسبانيا:
- 1 يناير – ضباب من تأليف ميجيل دي أونامونو.

## مواليد

### يناير
- 18 يناير – سانتياغو كاريو سياسي إسباني.[1]

### أغسطس
- 8 أغسطس – خوسيه رودريغيز[2]

### نوفمبر
- 10 نوفمبر – توركواتو فيرنانديث-ميراندا سياسي إسباني.[3]

## وفيات

### أبريل
- 14 أبريل – لويس كولوما (مواليد 1851) مؤلف إسباني.